# Limnephilus peltus
Limnephilus peltus là một loài Trichoptera trong họ Limnephilidae. Chúng phân bố ở miền Tân bắc.